# Neglinnaïa

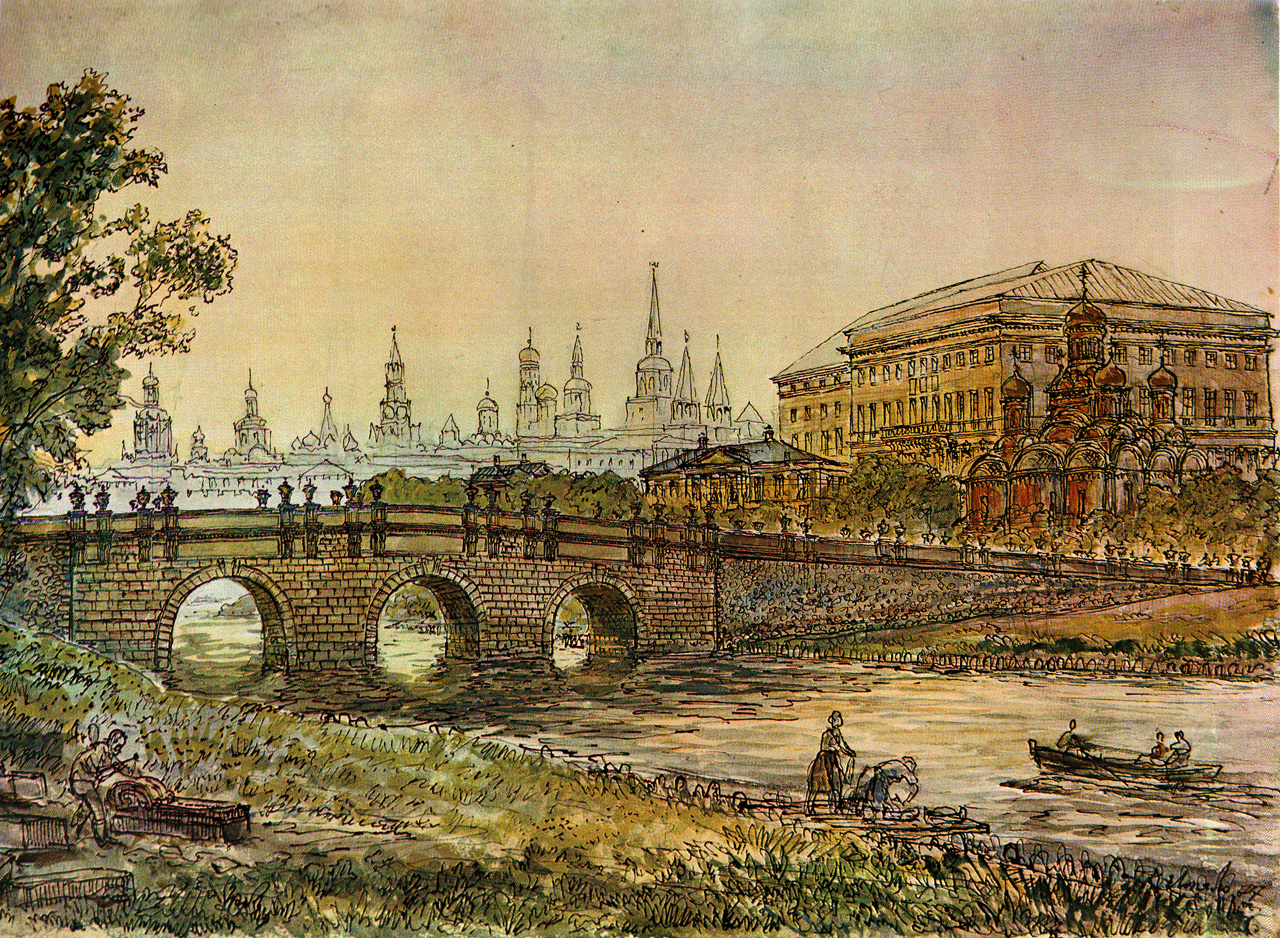
La Neglinnaïa au XVIIIe siècle, coulant sous le pont des Forgerons

La Neglinnaïa (Неглинная река), appelée aussi Neglinna, Neglinka, Neglimna  (Неглинна, Неглинка, Неглимна), est une rivière souterraine de 7,5 km dans le centre de Moscou, et un affluent de la Moskova. Le Jardin Alexandre a été construit par-dessus la rivière en 1819-1821 et la rue Neglinnaïa en 1818-1819.

## Historique
Dans son état naturel, la Neglinnaïa coulait librement de sa source à Marina Roscha (dans le nord de Moscou) vers le sud, jusqu’au centre de la ville. La rivière jouait un rôle important dans la vie des citadins. Au début du XVIe siècle, les eaux de la Neglinnaïa étaient utilisées afin d’emplir la douve sur le côté ouest du Kremlin. Les Moscovites ont aussi construit plusieurs barrages, formant ainsi plusieurs étangs servant à la sylviculture. Par la suite, ont été construits des moulins, des banias et des ateliers. Il y avait quatre ponts enjambant la Neglinnaïa : le pont Voskressenski (de la Résurrection) (dont les fragments ont été déterrés en 1994), le pont Kouznetski (des Forgerons), le pont Troïtski (de la Trinité) et le pont Petrovski (de Saint-Pierre) (les fragments de ce dernier ont été découverts lors de la construction du Petit Théâtre (Малый театр)).
Au milieu du XVIIIe siècle, la Neglinnaïa est devenue très polluée en raison de la croissance démographique et industrielle. On a alors décidé de vider quelques-uns des étangs.
En 1817-1819, une section de trois kilomètres de la rivière a été enfouie dans un canal souterrain. Celui-ci était incapable d’absorber le volume d’eau, particulièrement durant les crues, cause des refoulements fréquents par les égouts. En 1966, les autorités soviétiques ont construit un deuxième bras, d’un kilomètre de long et de quatre mètres de large, à la Neglinnaïa afin de drainer l’eau vers la Moskova. Dans les années 1970, ils construisirent un autre lit de plus de 900 mètres.
L'existence de cette rivière explique la présence de la vingtième tour du Kremlin : la Tour Koutafia (Кутафья башня). Cette tour, ne faisant pas partie de l’enceinte, est reliée par un pont à la Tour Troïtskaïa (Троицкая башня). Sous ce pont coulait autrefois la Neglinnaïa.

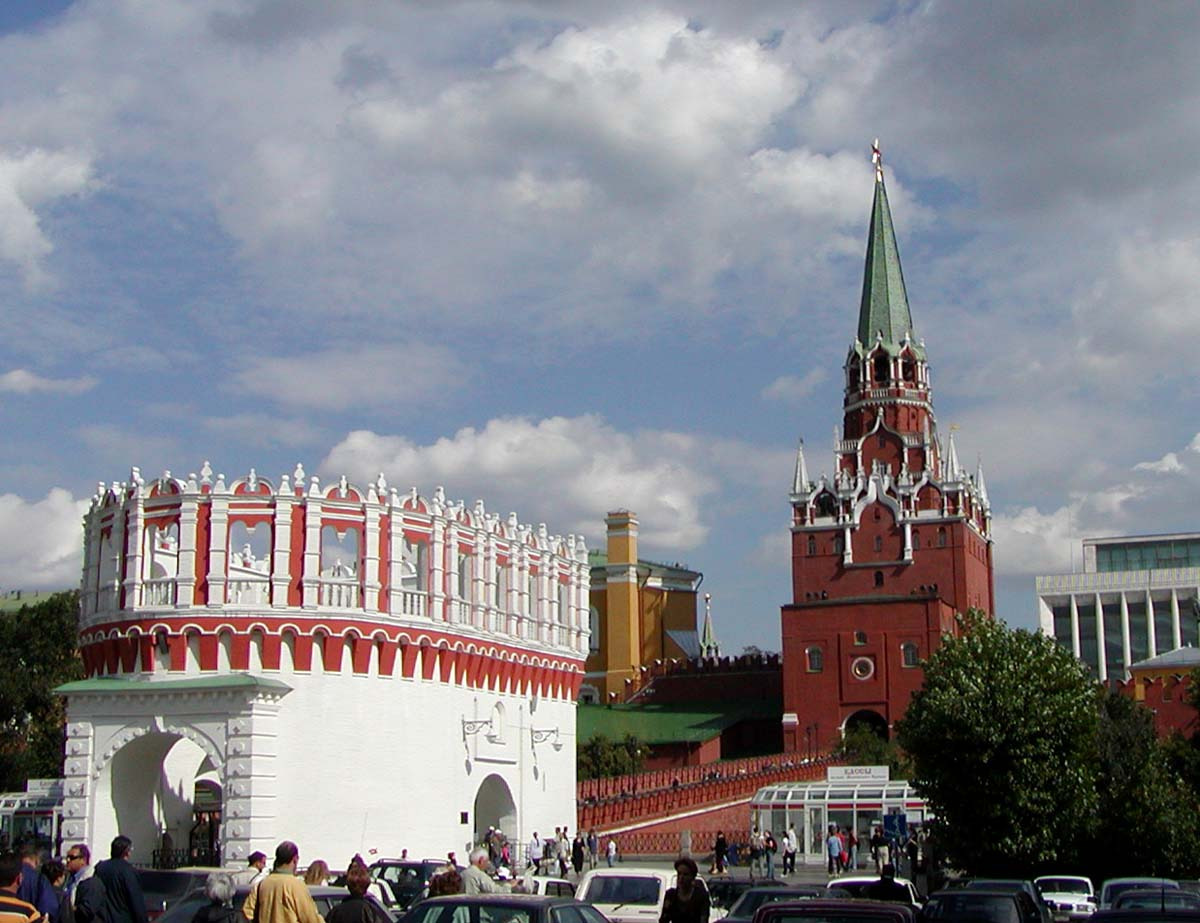
Les tours Koutafia et Troïtskaïa, reliées par un pont

## Galerie

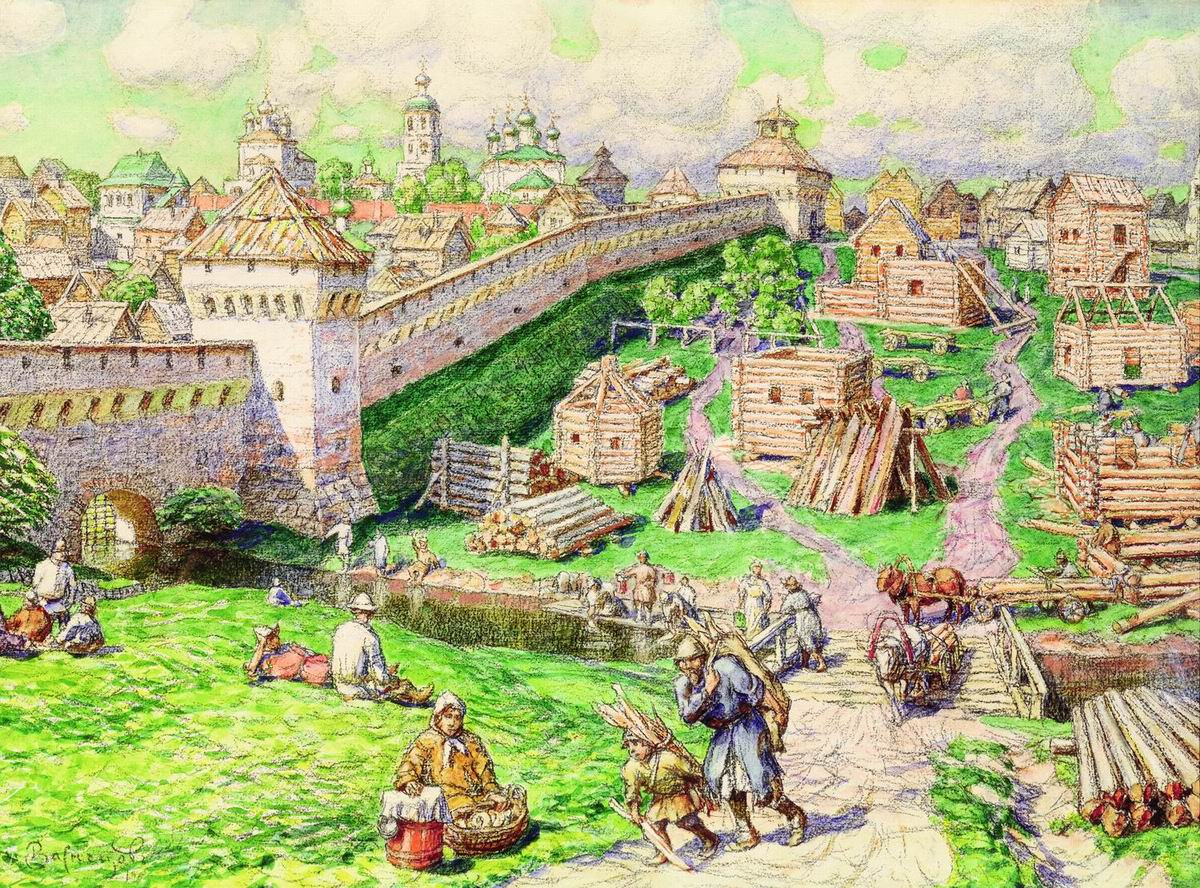
"Trouba" ("Tube") dans la muraille de Bely Gorod. Par Apollinary Vasnetsov
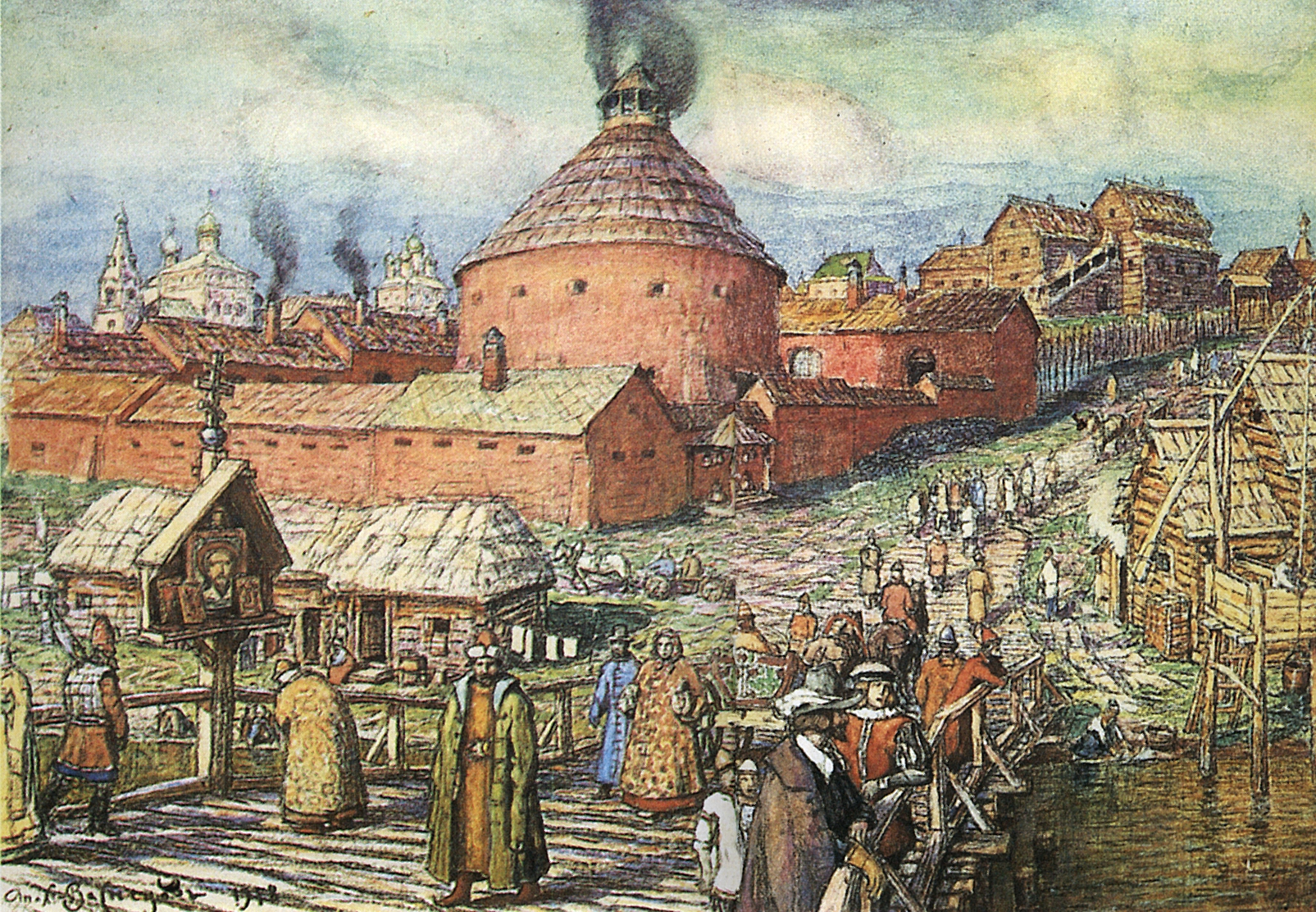
Le Pont des Forgerons par Apollinary Vasnetsov
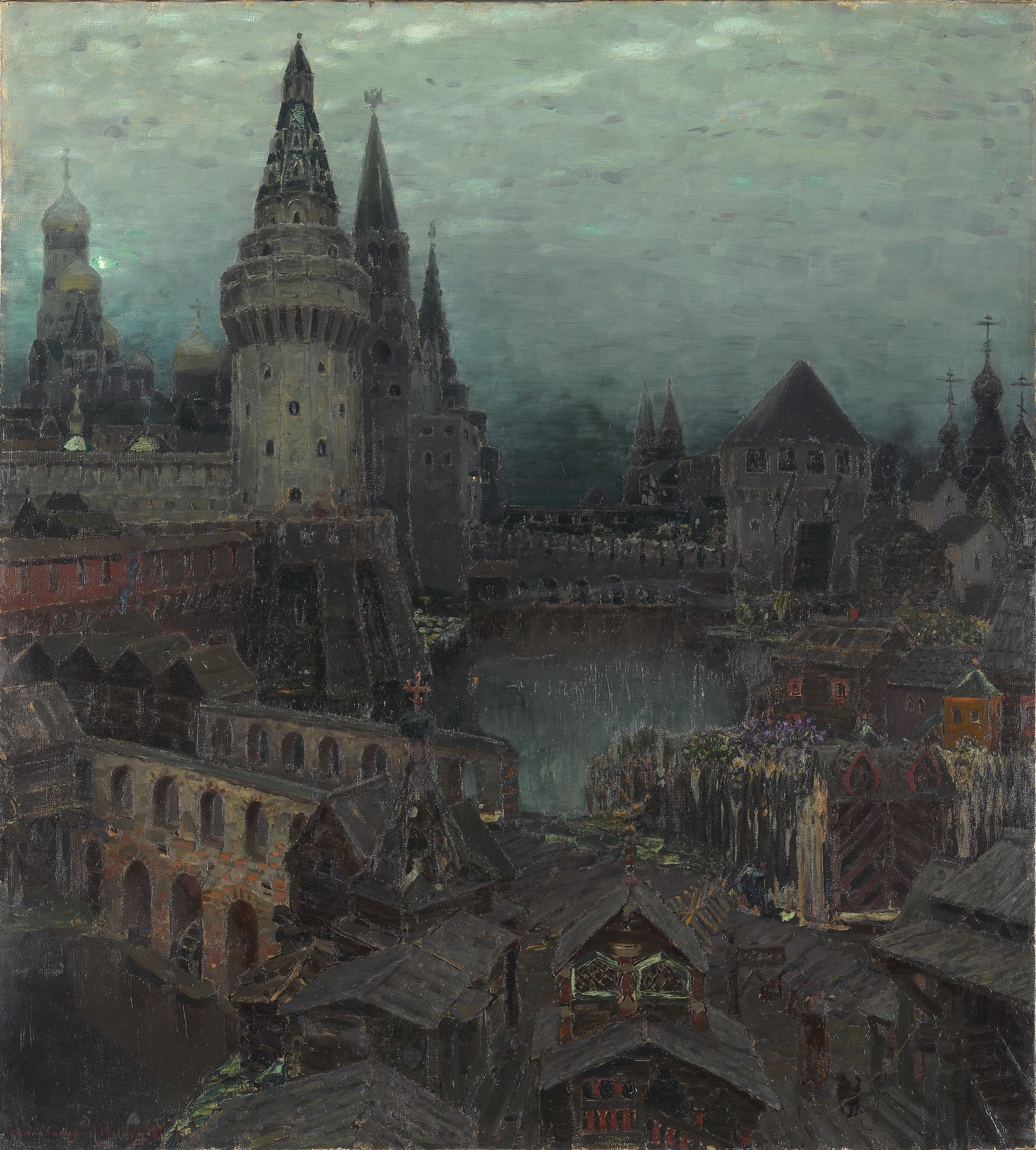
Le Pont Voskressensky par Apollinary Vasnetsov.
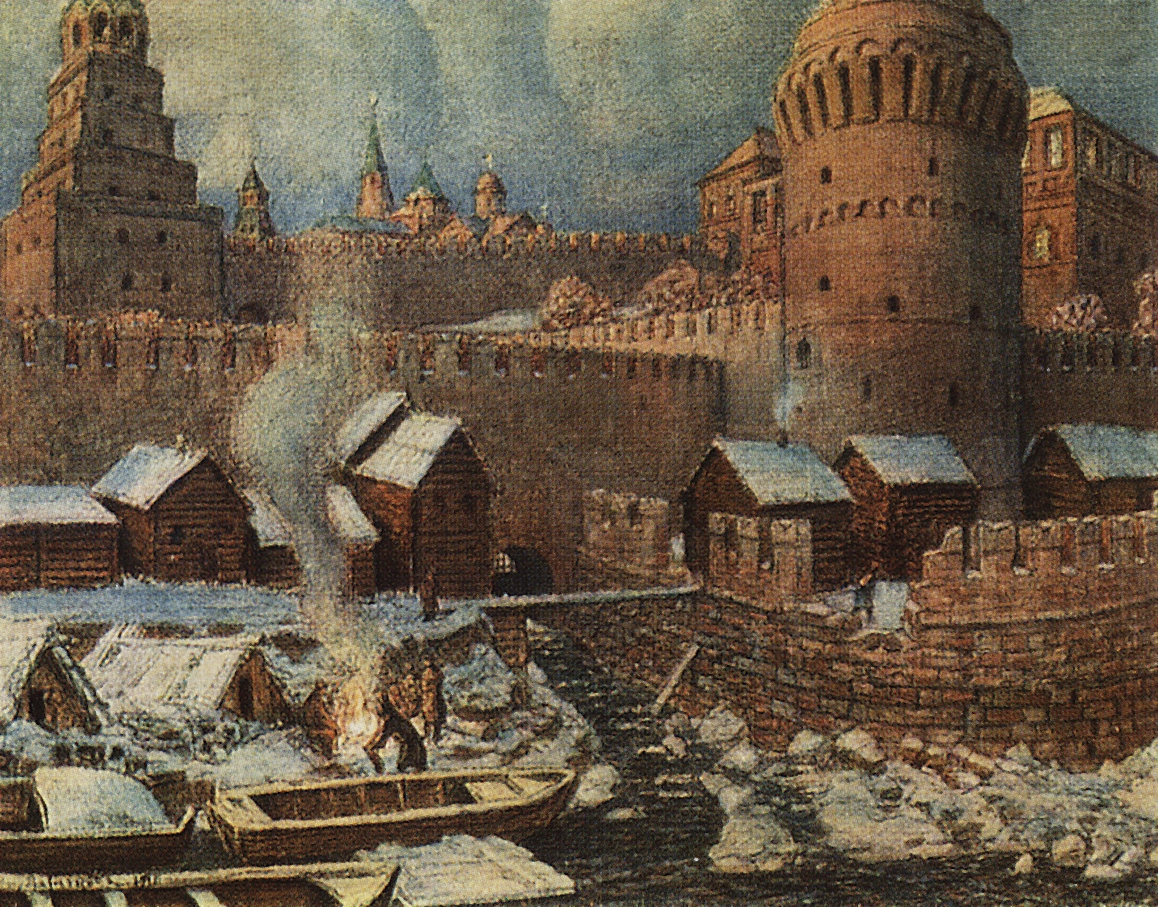
L'Embouchure de la Neglinnaïa par Apollinary Vasnetsov
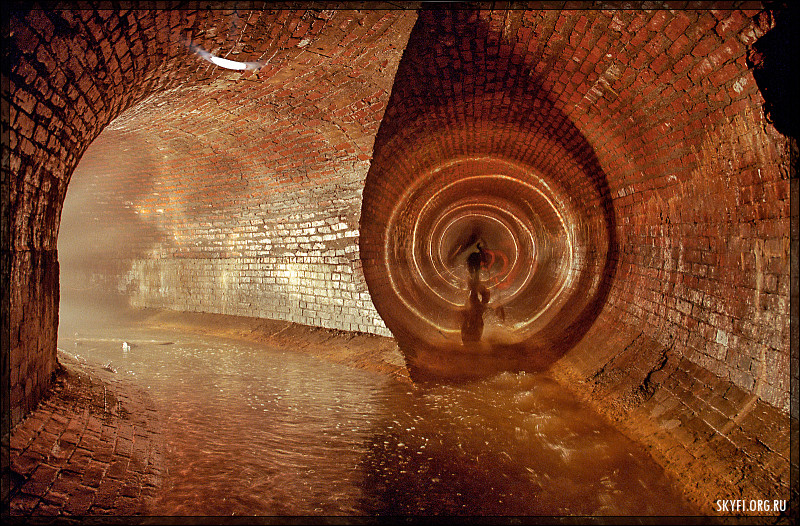
La Neglinnaïa approximativement en dessous du  théâtre des animaux Dourov
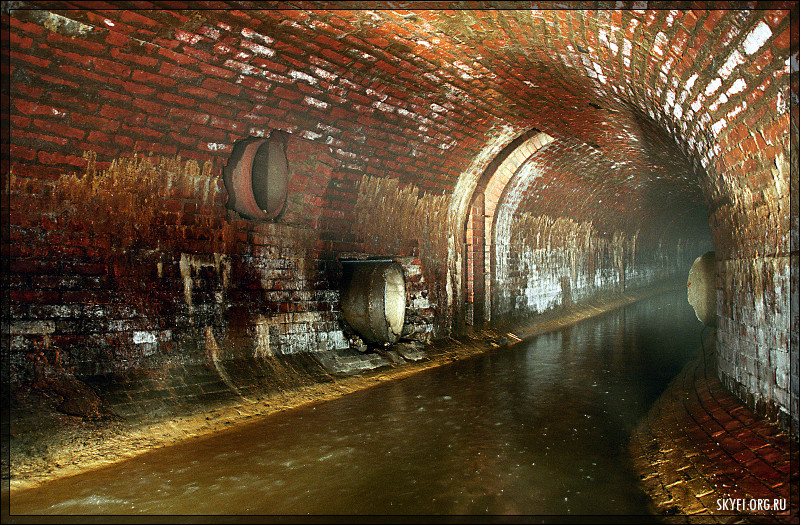
Plusieurs petites conduites arrivant dans le tunnel
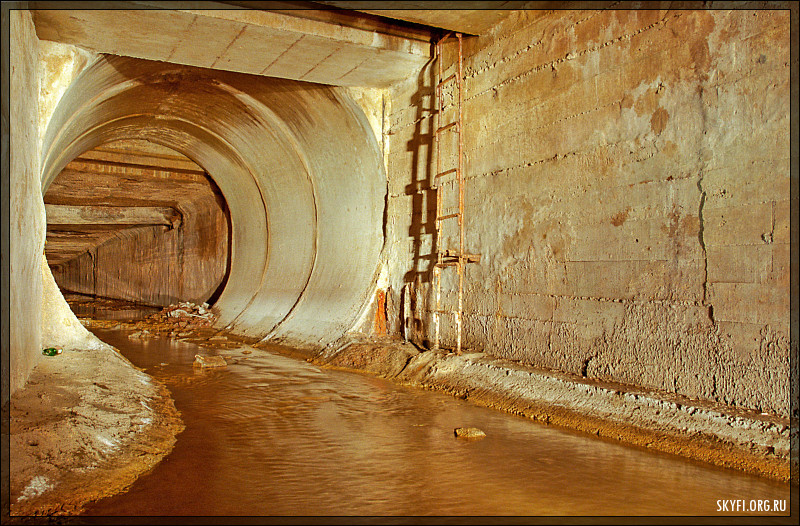
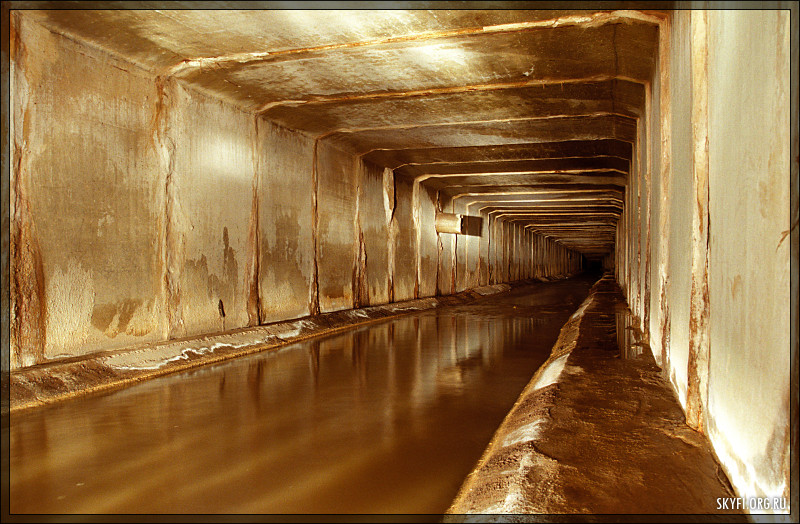
Une section moderne du tunnel
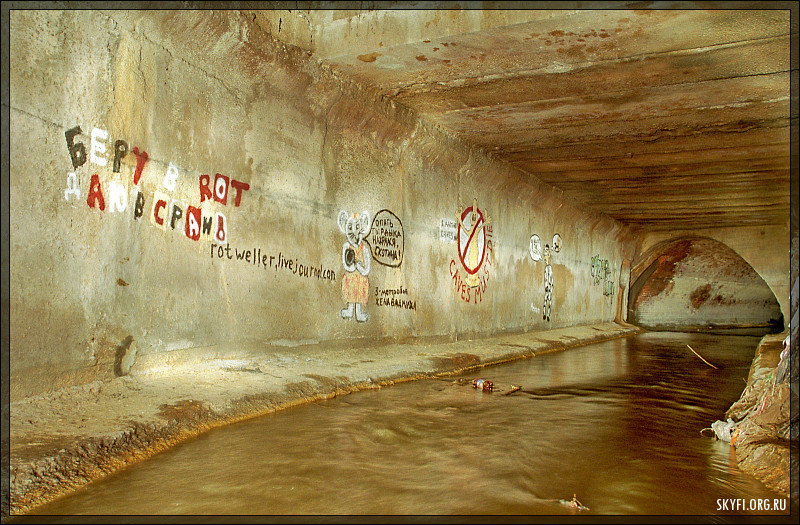
Une connexion entre des sections moderne et ancienne
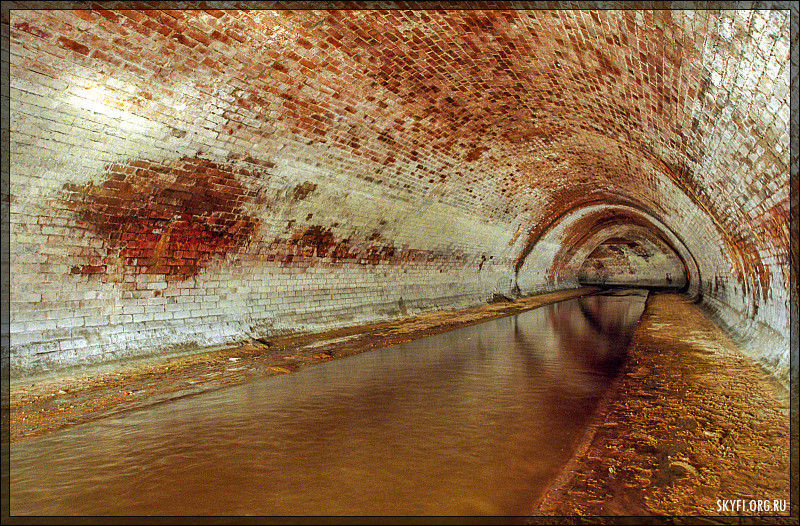
Une section ancienne du tunnel
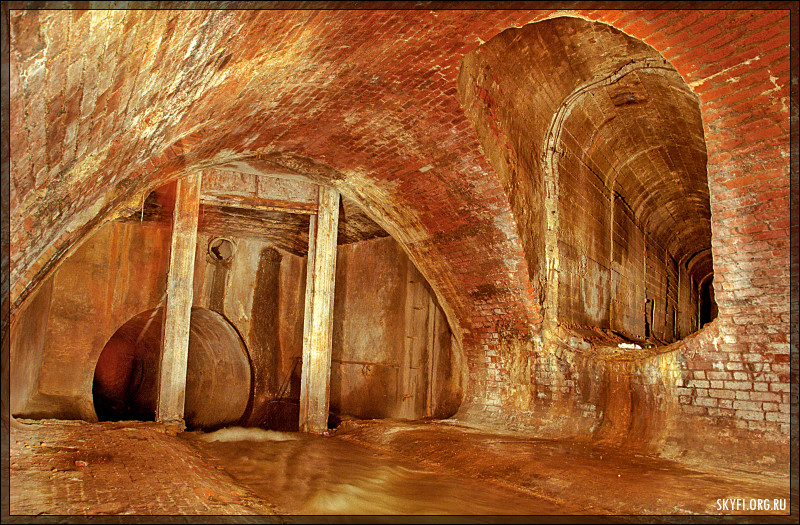
Une jonction de tunnels
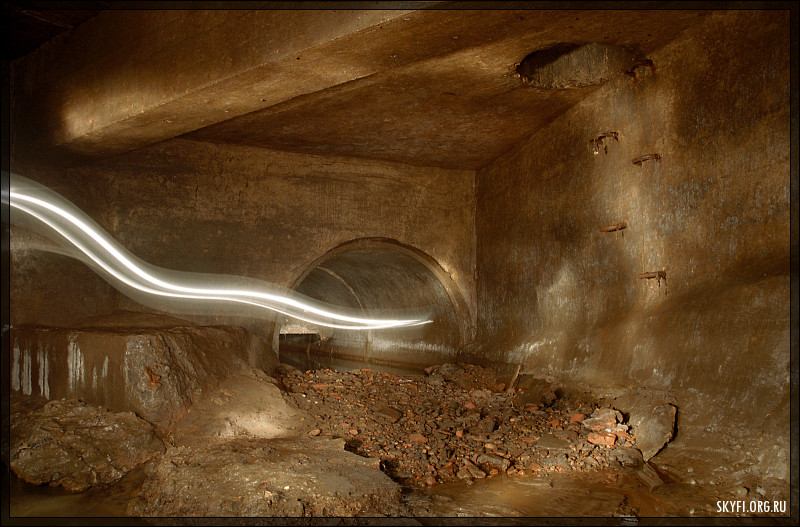
Une sortie vers la surface